# وطى حوب
وطى حوب، هي قرية لبنانية من قرى قضاء البترون في محافظة الشمال.